# Branko Popović (reditelj)
Branko Popović (Užice, 1959) srpski je reditelj, docent za Scensku umetnost na Učiteljskom fakultetu u Užicu i prodekan za nastavu.

## Biografija
Branko Popović je rođen u Užicu, gde je završio osnovnu i srednju školu. Diplomirao je na Fakultetu dramskih umetnosti u Beogradu na odseku za pozorišnu i radio režiju, u klasi profesora Borjane Prodanović i Svetozara Rapajića.
Režirao je više desetina predstava i to u: Somboru, Tuzli, Pirotu, Leskovcu, Zrenjaninu, SNP u Novom Sadu, Zvezdara teatru u Beogradu, Otvorenom pozorištu u Beogradu i Užicu, gde je bio zaposlen kao reditelj, umetnički direktor i direktor pozorišta. Osnivač je i prvi direktor Jugoslovenskog pozorišnog festivala u Užicu. Magistrirao je na Univerzitetu umetnosti u Beogradu na grupi Teorija umetnosti i medija. Objavio je više naučnih i stručnih radova i učestvovao na nekoliko naučnih skupova.
Objavio je knjigu Dramski svet Ljubomira Simovića i TV scenario Kremansko proročanstvo.